# Megalomys audreyae
Megalomys audreyae, conocida como rata almizclera de Barbuda o rata arrocera gigante de Barbuda, es un roedor oricomio extinto de Barbuda, en las Antillas Menores. Descrito a partir de una sola mandíbula (maxilar inferior) a la que le falta el primer molar y un incisivo superior aislado, ambos de edad incierta pero cuaternaria, es uno de los miembros más pequeños del género Megalomys. Se sabe poco del animal, y se ha puesto en duda su procedencia y distinción de «Ekbletomys hypenemus», un orizomicino extinto aún mayor que también se encontraba en Barbuda. La hilera de dientes de la mandíbula inferior tiene una longitud de 8,7 mm en los alvéolos. El tercer molar es relativamente estrecho y tanto el segundo como el tercero presentan un amplio valle entre sus cúspides externas.

## Historia
Restos de Megalomys audreyae fueron encontrados por John Walter Gregory entre la brecha de una cueva en Barbuda alrededor de 1900. Se desconoce la localidad exacta. En su descripción de Oryzomys luciae de 1901, Charles Immanuel Forsyth Major mencionó al animal de Barbuda como otro miembro del grupo Megalomys, pero nunca publicó una descripción de este último. Édouard Louis Trouessart le dio el nombre de Oryzomys (Megalomys) majori en su Catalogus Mammalium, pero no lo describió, por lo que el nombre es un nomen nudum. En 1926, Arthur Hopwood lo describió finalmente y lo denominó Megalomys audreyae en honor a Audrey, la esposa de Gregory, siguiendo la intención de Major.
Los oryzomyines del Caribe fueron revisados en 1962 por Clayton Ray, que examinó los especímenes que Gregory había encontrado y los redescribió. Sugirió que M. audreyae podría proceder de Barbados en lugar de la Barbuda de nombre similar, citando la presencia de un orizomicino diferente («Ekbletomys hypenemus») en otros depósitos de cuevas en Barbuda, pruebas circunstanciales de la presencia de un roedor nativo en Barbados, la incertidumbre de si Gregory visitó alguna vez Barbuda y consideraciones biogeográficas.
En la literatura posterior, M. audreyae rara vez se ha mencionado y nunca se ha descrito con más detalle. En una revisión de 1999 sobre las extinciones recientes de mamíferos, Ross MacPhee y C. Flemming informaron de que M. audreyae se había recuperado de una localidad de Barbuda conocida como Darby Sink, datada por radiocarbono en torno al año 1200 a. C. También afirmaron que M. audreyae y «Ekbletomys» podrían ser idénticos. Sin embargo, en 2009 Samuel Turvey sugirió que dos ratas arroceras diferentes estaban de hecho presentes en el material de Barbuda, lo que implicaría que M. audreyae es una especie válida.

## Descripción

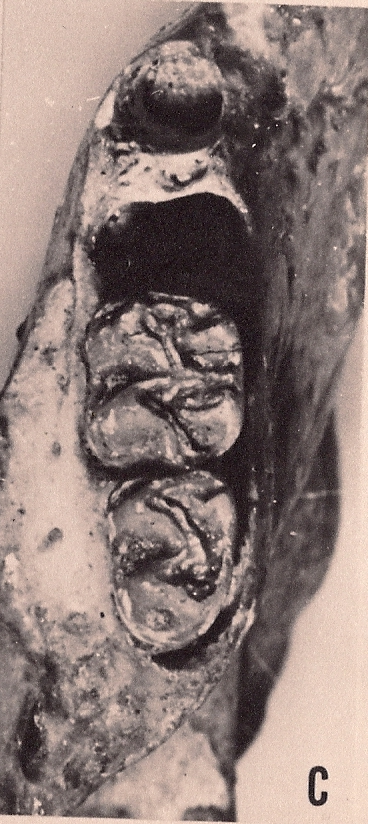
Hilera dentaria inferior en la mandíbula: segundo y tercer molar, faltando el primer molar.

Los únicos restos de Megalomys audreyae que se han descrito en la literatura son los dos especímenes originales que encontró Gregory, un incisivo superior izquierdo y una mandíbula izquierda (maxilar inferior). El incisivo superior no está estriado y su diámetro tiene una longitud de 2,6 mm y una anchura de 1,5 mm, pero no presenta otros caracteres significativos.
La mandíbula, que está gravemente dañada y carece de las apófisis condiloides, coronoides y angulares en la parte posterior del hueso, contiene el segundo y tercer molar y parte del incisivo inferior, pero falta el primer molar. La apófisis capsular del incisivo inferior, una ligera elevación del hueso mandibular en el extremo posterior del incisivo, es pequeña. Los alvéolos conservados, las impresiones dejadas por las raíces, muestran que el primer molar estaba sostenido por raíces grandes delante y detrás y una raíz más pequeña entre éstas. El segundo molar es más o menos cuadrado y presenta las cuatro cúspides principales habituales en los roedores: protocónido, metacónido, hipocónido y entocónido. También presenta un mesolófido (cresta) muy desarrollado, como en la mayoría de los orizomicetos. El valle principal entre las cúspides, el hipoflexo, es ancho y en forma de V. El tercer molar es tan largo como el segundo, pero es más estrecho y el entocónido está poco desarrollado. De nuevo, el hipoflexido es ancho y en forma de V. La longitud de la hilera dentaria en los alvéolos es de 8,7 mm. La longitud del segundo molar es de 2,5 mm y la anchura de 2,2 mm. El tercer molar tiene una longitud de 2,5 mm y una anchura de 1,8 mm.
Cuando Clayton Ray describió a «Ekbletomys hypenemus» basándose en abundantes restos óseos de Antigua y Barbuda, lo distinguió cuidadosamente de M. audreyae, el único otro roedor nativo registrado en esas islas. M. audreyae es mucho más pequeño que «Ekbletomys»; por ejemplo, 72 especímenes de este último tenían la longitud alveolar de los molares inferiores entre 10,3 y 12,6 mm (media 11,6 mm, desviación estándar 0,49 mm; comparar 8,7 mm para M. audreyae).  Además, los hipoflexides en forma de V y el estrecho tercer molar de M. audreyae contrastan con los estrechos hipoflexides de lados paralelos y el ancho tercer molar de «Ekbletomys». Estos caracteres, y otros observables en especies de Megalomys representadas por material más completo, convencieron a Ray de que M. audreyae y «Ekbletomys» no sólo son especies distintas, sino que de hecho no comparten ninguna relación estrecha.  En su lugar, propuso que la combinación de gran tamaño, presencia en las Antillas Menores y similitud en la morfología molar indicaba una relación entre M. audreyae y otras especies de Megalomys, y sugirió que el M. curazensis de tamaño similar de Curazao, frente a Venezuela, podría estar más estrechamente relacionado con M. audreyae.